# Bandera de Llers
La bandera oficial de Llers té la següent descripció:
Bandera apaïsada, de proporcions dos d'alt per tres de llarg, groga, amb el castell vermell obert de l'escut, d'alçària 2/3 de la del drap, al centre.
Va ser aprovada el 12 de juliol de 2006 i publicada en el DOGC l'11 d'agost del mateix any amb el número 4696.